# 北京国谊宾馆
39°56′00″N 116°19′57″E / 39.933266°N 116.332472°E

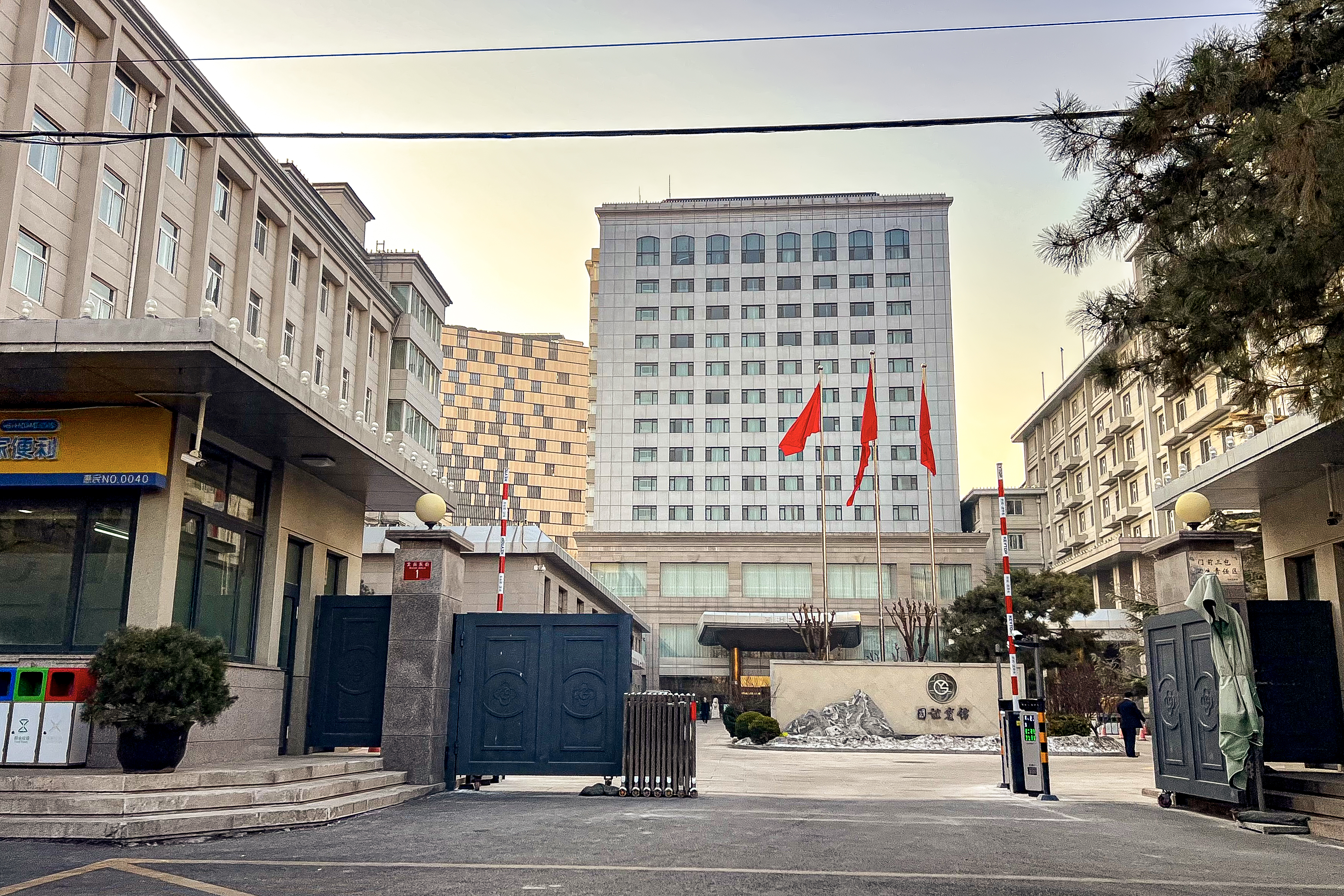
国谊宾馆（2024年1月）

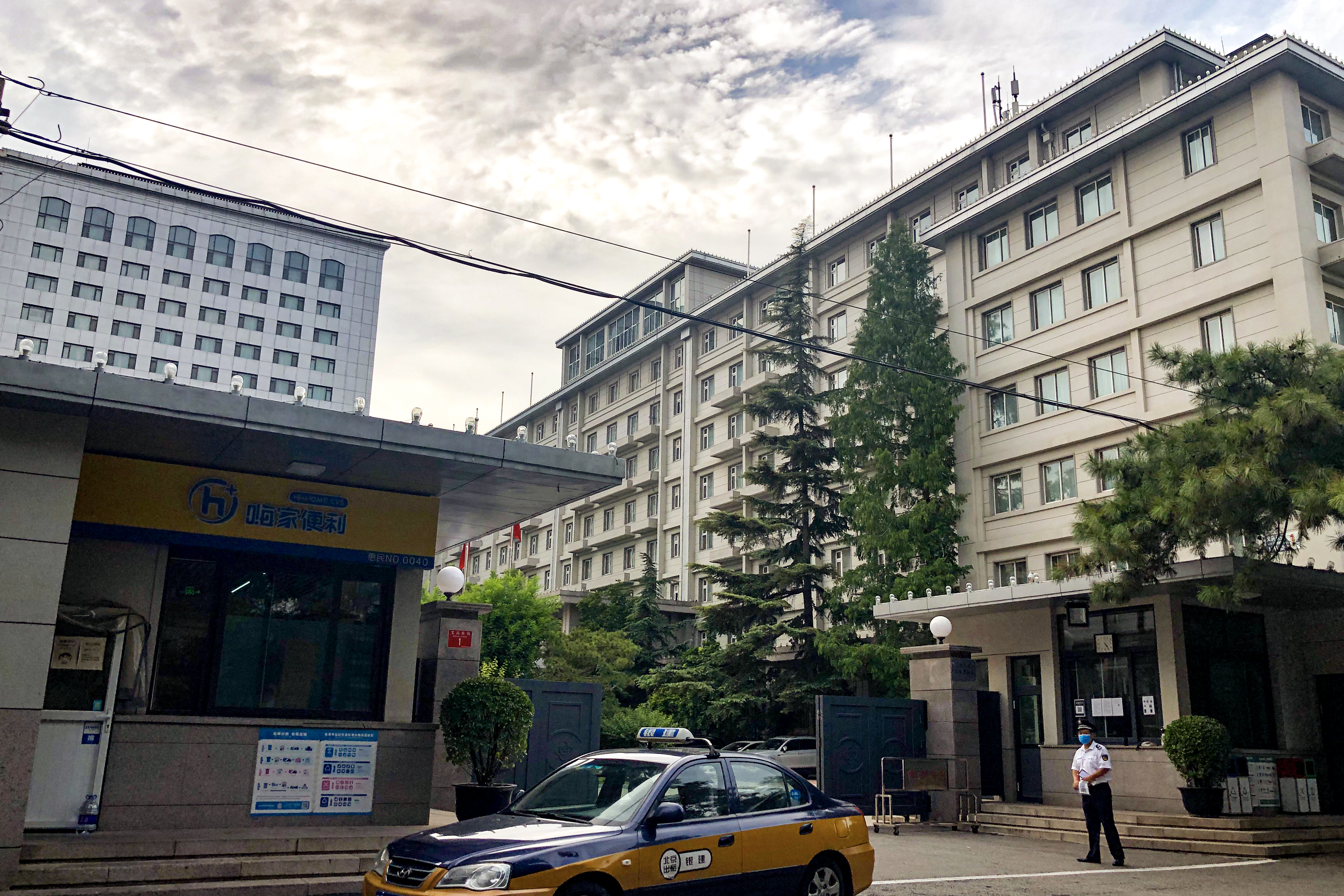
国谊宾馆（2020年8月）

北京国谊宾馆，位于北京市西城区展览路街道文兴东街1号，隶属国家机关事务管理局宾馆管理中心。

## 简介
国家机关事务管理局国谊宾馆的前身是“国务院第一招待所”，1959年建成，最初为建工部招待所，1962年划归国务院机关事务管理局，1972年改称“国管局第一招待所”，1984年改为国谊宾馆。2013年，国务院机关事务管理局更名国家机关事务管理局，该宾馆的名称由国务院机关事务管理局国谊宾馆改为国家机关事务管理局国谊宾馆。国家机关事务管理局国谊宾馆属自收自支事业单位，实行企业化管理，是四星级酒店及中央国家机关特级宾馆。2018年，国谊宾馆由事业单位改为企业，工商登记名称为北京国谊宾馆。2021年，中华人民共和国科学技术部机关因复兴路乙15号办公区综合维修改造，暂迁至国谊宾馆过渡办公。
国谊宾馆占地面积1.5万多平方米，经营面积大约为5万平方米。整个宾馆由贵宾楼、迎宾楼、商务写字楼、行政办公楼共四座建筑组成。